# München-Liste
Die München-Liste e.V. ist eine überparteiliche Münchner Wählergruppe. Sie wurde im Sommer 2019 mit Hinblick auf die Kommunalwahl 2020 gegründet mit dem primären Anliegen, eine Wachstumswende für die Landeshauptstadt München zu erreichen.
Getragen wird das Bündnis von vielen Münchner Bürgerinitiativen, Vereinen und Gruppen, wie dem Bündnis Gartenstadt, den Initiativen „Rettet den Münchner Norden“, „Pro Fürstenried“, oder dem „Forum Lebenswertes München“.
Bei der Stadtratswahl am 15. März 2020 errang sie 0,8 % der Stimmen und damit einen Sitz im Münchner Stadtrat. Der gewählte Stadtrat und Vorsitzende der München-Liste Dirk Höpner schloss sich zunächst der Fraktion ÖDP/Freie Wähler an.
Seit Juli 2021 bilden München-Liste und ÖDP alleine die Fraktion ÖDP/München-Liste. Dirk Höpner ist Mitglied in den Ausschüssen „Stadtplanung und Bauordnung“, „IT“ und seit dem 28. Juli 2021 auch „Bildung“ und „Sport“.
Bei der Wahl des Bezirksausschusses im Münchner Stadtbezirk 24 (Feldmoching-Hasenbergl) konnte die München-Liste 3 von 27 Sitzen bei einem Stimmenanteil von 10,1 % erlangen. Maximilian Bauer von der München-Liste wurde zum stellvertretenden Vorsitzenden des BA 24 gewählt und bildet zusammen mit Monika Blick und Dirk Höpner die Fraktion der München-Liste. Zusammen mit der CSU, der ÖDP und der FDP wurde eine Kooperation für die kommenden sechs Jahre vereinbart.

## Programm

### Bau und Stadtplanung
Die München-Liste kritisiert ein „massives Wachstum“ der Stadt München und die hohe Flächenversiegelung. Das Versprechen günstiger Wohnungen durch einen massiven Wohnungsbau bliebe unerfüllt. Stattdessen solle Leerstand und Zweckentfremdung bekämpft und noch nicht versiegelte Flächen geschützt und erhalten werden.
Pull-Faktoren, die einen weiteren Zuzug nach München zur Folge haben, sollten reduziert und stattdessen in strukturschwächere Regionen gelenkt werden.

### Soziales und Gesundheit
Die München-Liste kritisiert, dass die soziale Infrastruktur mit dem Wachstum nicht mehr Schritt halten könne. Konkret fordert sie ein Gesundheitskonzept zur Verbesserung der ärztlichen Versorgung in den Münchner Außenbezirken.

### Stadtnatur, Umwelt- und Klimaschutz
Als Teil der Klimaanpassung fordert die München-Liste zur Verbesserung des Stadtklimas den Schutz von Grün- und Freiflächen und Frischluftschneisen sowie eine Reduzierung der Flächenversiegelung.
Zudem wird gefordert, grundsätzlich die Nutzung von Bestandsbauten dem Neubau vorzuziehen und auf eine klimafreundliche Bauweise zu achten.

### Bürgerbeteiligung und Transparenz
Die München-Liste kritisiert eine mangelnde Transparenz und Beteiligungsmöglichkeit an Entscheidungsprozessen, u. a. im Städtebau. Sie fordert eine Stärkung der Bezirksausschüsse und die Offenlegung von Entscheidungsträgern der städtischen Wohnungsbaugesellschaften sowie deren möglicherweise bestehenden Verbindungen zu Investoren.

### Verkehr
Die München-Liste bekennt sich zur Verkehrswende und fordert ein neues Verkehrskonzept für München und das Umland. Ziel sei es, möglichst viele Menschen über Angebote, nicht Verbote, zum Umstieg vom Auto auf den ÖPNV zu bewegen. Dazu soll dieser schneller ausgebaut werden, mit dem Fokus auf der Trambahn. Außerdem soll die Radinfrastruktur verbessert werden.

### Lärmschutz
Die München-Liste fordert die Erfüllung aller erforderlichen Auflagen für Immissionsrichtwertanteile und Immissionsbegrenzungen. Sie lehnt die 3. Startbahn am Flughafen München sowie Güterverkehr zum Brennerbasistunnel ab.

### Baudenkmäler und gewachsene Stadtbilder
Die München-Liste fordert einen strengeren Schutz von (Bau-)Denkmälern und Ensembles, unter anderem durch höhere Strafzahlungen, ein Vorkaufsrecht der Stadt München für historisch bedeutende Gebäude und finanzielle Entlastung privater Eigentümer zur Erleichterung der Denkmalpflege.